# Kula w łeb (film 1990)
Kula w łeb (chiń. upr. 喋血街头; chiń. trad. 喋血街頭; pinyin Diéxuèjiētóu) – hongkoński dramat wojenny w reżyserii Johna Woo, którego premiera odbyła się 17 sierpnia 1990 roku.

## Fabuła
Akcja filmu toczy się w roku 1967. W tym czasie trójka przyjaciół wpada w konflikt z mafią. Postanawiają uciec do Sajgonu i zająć się tam przemytem i czarnym rynkiem. Wkrótce jednak trafiają w ręce komunistów i zostają wysłani do obozu. 

## Obsada
Źródło: Filmweb

- Jacky Cheung – Frank / Fai
- Waise Lee – Paul / mały Wing
- Simon Yam – Luke
- Fennie Yuen – Jane
- Yolinda Yam – Sally Yen
- Chung Lam – Y. C. Leong
- Shek Yin Lau – Fatso
- John Woo – inspektor policji

## Nominacje
Źródło: Internet Movie Database
| Rok  | Nagroda              | Kategoria           | Odbiorcy i nominowani                                    | Wynik     |
| ---- | -------------------- | ------------------- | -------------------------------------------------------- | --------- |
| 1991 | Hong Kong Film Award | Best Film Editing   | John Woo                                                 | Wygrana   |
| 1991 | Hong Kong Film Award | Best Director       | John Woo                                                 | Nominacja |
| 1991 | Hong Kong Film Award | Best Actor          | Jacky Cheung                                             | Nominacja |
| 1991 | Hong Kong Film Award | Best Cinematography | Ardy Lam, Wilson Chan, Wing-hang Wong, Chai Kittikum Som | Nominacja |